# Tom Wisniewski
Thomas Edmund Wisniewski (ur. 20 października 1976 roku w Dunnoon w Szkocji) – amerykański muzyk rockowy. Gra na gitarze od 1995 roku w punkrockowym zespole MxPx. Gdy miał sześć miesięcy jego rodzice postanowili przenieść się na Hawaje. Gdy miał 4 lata przeprowadzili się do Bremerton w Waszyngtonie. W 2002 poślubił Katie Wisniewski. Aktualnie mieszkają w Bremerton.